# Alternative
Az Alternative a Pet Shop Boys kilencedik albuma, második válogatásalbuma. Megjelent 1995. augusztus 7-én.
Az "Alternative" elsősorban dupla CD formátumban jelent meg és a duó 29 b-oldalas és egy újraértelmezett korábbi album ["Violence" (Hacienda version)] felvételét tartalmazza időrendi sorrendben. Az "Alternative" címet az utolsó pillanatban kapta, az erre a célra régóta tartogatott "Besides" helyett, mivel ezen a néven  két hónappal korábban jelent meg az angol Sugar rockegyüttes hasonló című és tartalmú nagylemeze.
Bár az Alternative elsősorban a rajongók részéről számíthatott érdeklődésre és nem a széles nagyközönségéről, az eladások alapján mégis a UK album eladási lista #2 helyére került fel. Az album promotálására egyetlen kislemez jött ki két héttel korábban ez pedig az eredetileg a "Suburbia" b-oldalán megjelent "Paninaro" [új címe: "Paninaro '95"] új, és bővített szövegű  
változata, ami a későbbi, aktualizált best of albumukra ["Pop/Art" is felkerült, mivel bekerült a legjobb húszba a slágerlistán.
Az albumborítón a tagok vívómaszkos fotója látható. Az limitált kiadások egy képes booklettel és díszdobozban jelentek meg aminek a borítóján egy hologram kép található, amely Neil és Chris vívómaszkos fotói között vált (lásd oldalt). A könyvecskében egy elég hosszú interjú olvasható amely számról számra meséli el a dalok keletkezésének körülményeit. Az interjút Jon Savage készítette 1995. március 8-án. A tripla LP érdekessége, hogy ezt a könyvecskét a lemezzel azonos méretben (12"x12") tartalmazza. Az interjú teljes magyar fordítása megtalálható a Magyar Pet Shop Boys Fan club honlapján. Linket lásd alant.
További érdekesség, hogy az albumot Chris előző évben meghalt barátjának emlékére ajánlották ["Dedicated to Peter Andreas 1963-1994"].

## Tracklisták

### Disc 1
1. "In the night" – 4:50
2. "A man could get arrested" (12" mix) – 4:19
3. "That's my impression" (Disco mix) – 5:15
4. "Was that what it was?" – 5:15
5. "Paninaro" – 4:40
6. "Jack the lad" – 4:32
7. "You know where you went wrong" – 5:52
8. "A new life" – 4:56
9. "I want a dog" – 4:59
10. "Do I have to?" – 5:14
11. "I get excited (You get excited too)" – 4:55
12. "Don Juan" – 3:55
13. "The sound of the atom splitting" (extended version) – 5:13
14. "One of the crowd" – 3:57
15. "Your funny uncle" – 2:15

### Disc 2
1. "It must be obvious" – 4:34
2. "We all feel better in the dark" – 4:00
3. "Bet she's not your girlfriend" – 4:29
4. "Losing my mind" – 4:34
5. "Music for boys" – 3:36
6. "Miserablism" – 4:11
7. "Hey, headmaster" – 3:07
8. "What keeps mankind alive?" – 3:24
9. "Shameless" – 5:03
10. "Too many people" – 4:17
11. "Violence" (Hacienda version) – 4:59
12. "Decadence" – 3:57
13. "If love were all" – 2:59
14. "Euroboy" – 4:28
15. "Some speculation" – 6:35

Bónusz szám a japán kiadáson: 
1. "Girls & Boys" (pet shop boys live in rio) - 5:02